# Heart to Believe
Heart to Believe ist das 2005 erschienene Debütalbum der Punkrock-Band Itchy Poopzkid.

## Entstehung
Das Album wird von Achim Lindermeir, der früher in der Band Keilerkopf spielte, produziert und erscheint am 7. Oktober 2005 auf Where are my Records. Bis zur Veröffentlichung des zweiten Albums, Time to Ignite, verkauft es sich im mittleren vierstelligen Bereich.

## Titelliste
1. Say No
2. I Will Always Go On Missing You
3. Said You'd Be There
4. Lyrically Happy
5. Through the Window
6. Please Don’t
7. Give It A Try
8. Back To '82
9. Final Breakdown
10. Hate Inc.
11. Yesterday Night
12. Me On Monday
13. Destination Inside
14. Against the Wall
15. 21 Years

## Musikvideos
Es gibt ein Video zu dem Titel Say No, welcher jedoch nicht als Single veröffentlicht wurde.

## Reviews
Das Album wird, obwohl der Band in vielen Rezensionen künstlerisch ein beachtlicher Sprung nach vorne attestiert wird, von der Fachpresse eher negativ als einfallsloser Poppunk bewertet.

„‚Heart to believe‘ spult einfach sein Genre-Standardrepertoire ab […]“

„Alles, was die drei Herren hier auf CD gebannt haben, hat man so schon mal gehört – nur meistens um Klassen besser.“